# Johan George IV van Saksen
Johan George IV van Saksen (Dresden, 18 oktober 1668 — aldaar, 27 april 1694) was van 1680 tot aan zijn dood keurvorst van Saksen. Hij behoorde tot de Albertijnse linie van het huis Wettin.

## Levensloop
Johan George IV was de oudste zoon van keurvorst Johan George III van Saksen en diens echtgenote Anna Sophia, dochter van koning Frederik III van Denemarken. Hij genoot een zorgvuldige opleiding en werd van jongs af aan door zijn vader betrokken bij de regeringszaken. Na zijn studies ging hij op grand tour doorheen Engeland, Frankrijk en de Republiek der Zeven Verenigde Nederlanden. Ook vocht hij aan de zijde van keizer Leopold I in de Negenjarige Oorlog tegen Frankrijk.
In 1691 volgde hij zijn vader op als keurvorst van Saksen. Als politiek adviseur stelde hij Hans Adam von Schöning aan, die een toenadering met Brandenburg nastreefde. Onder diens druk huwde Johan George op 17 april 1692 met Eleonora (1662-1696), dochter van hertog Johan George I van Saksen-Eisenach en weduwe van markgraaf Johan Frederik van Brandenburg-Ansbach. Dit bleek een desastreus huwelijk, Johan Georg wilde zo graag met zijn maîtresse huwen, dat hij Eleonora probeerde te vermoorden met een zwaard. Dit werd voorkomen doordat zijn broer, August, het zwaard tegenhield met zijn hand, hetgeen hem voor de rest van zijn leven een handicap opleverde. Ook probeerde Johan George IV de macht van de adel en de invloed van de Staten terug te dringen. Hij zette eveneens de economische consolideringspolitiek van zijn vader verder en in 1692 stichtte hij in Leipzig een kadettenschool. Zijn politiek adviseur Schöning was tevens een tegenstander van de vriendschappelijke politiek met Oostenrijk. Nadat de keizer de subsidieverordeningen van Saksen weigerde te betalen, trok Johan George zijn troepen in de Rijn terug. 
Al sinds zijn tijd als kroonprins had Johan George IV een relatie met Magdalena Sibylla von Neitschütz (1675-1694), wier familie heel wat invloed verwierf in Saksen. In 1693 werd zij door keizer Leopold I als gravin van Rochlitz in de rijksvorstenstand verheven. Later dat jaar werd hun dochter Wilhelmina Frederica Maria (1693-1729) geboren, die in 1720 huwde met graaf Peter von Dunin. Nadat Magdalena Sibylla in de rijksvorstenstand verheven was, hernieuwde Johan George IV in februari 1693 de alliantie met Oostenrijk. Ook keerde hij aan het hoofd van een leger van 12.000 man terug naar de Rijn. 
In april 1694 stierf Johan George op 25-jarige leeftijd aan de pokken, de ziekte waaraan zijn minnares kort daarvoor ook overleden was. Zijn jongere broer Frederik August I volgde hem op als keurvorst van Saksen.